# Siegfried Czapski

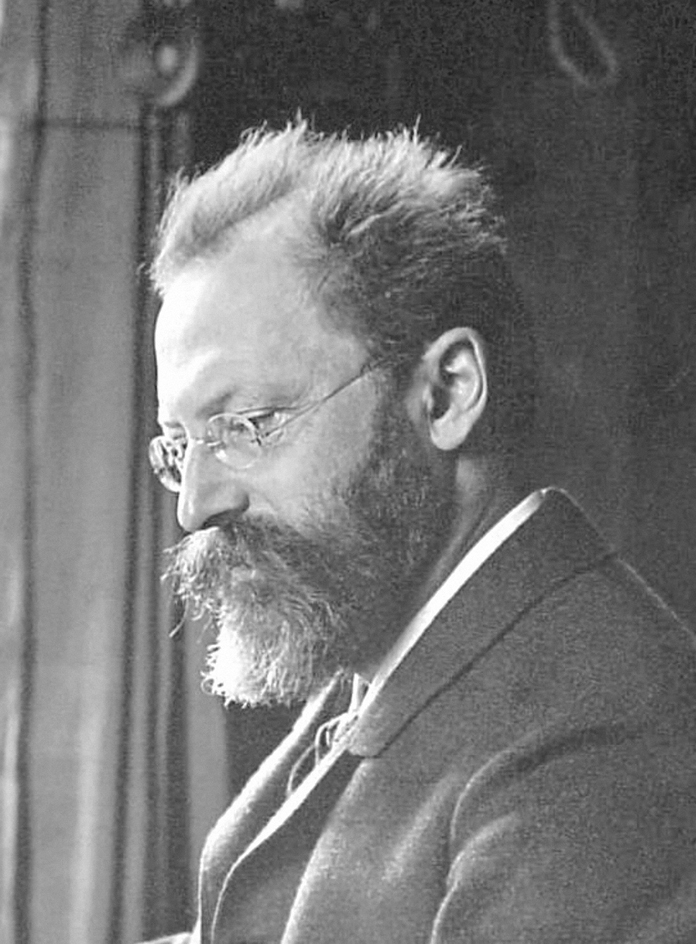
Siegfried Czapski

Todesanzeige für Professor Czapski in der Zeitschrift für Instrumentenkunde vom Juli 1907.

Siegfried Czapski (* 28. Mai 1861 auf dem Gut Obra bei Koschmin, Provinz Posen; † 29. Juni 1907 in Weimar) war ein deutscher Physiker.

## Kindheit, Schule und Studium in Breslau (1870–1881)
Czapski war der Sohn von Simon Czapski (1826–1908) und dessen Ehefrau Rosalie Goldenring (1830–1916). 1870 erlitt der Vater einen schweren Unfall, in dessen Folge er berufsunfähig wurde. Die Familie verkaufte das Gut und zog nach Breslau um, wo ab 1872 der elfjährige Czapski das Maria-Magdalenen-Gymnasium besuchte. 1879 machte er dort Abitur (zusammen mit Wilhelm Prausnitz, Richard Reitzenstein sowie Felix Skutsch) und begann sein Studium für ein Semester an der Universität Göttingen: Er hörte Vorlesungen bei Eduard Riecke (Physik), Moritz Abraham Stern (Mathematik) und Rudolf Hermann Lotze (Philosophie). Ab seinem zweiten Semester studierte er an der Universität Breslau Physik bei Oskar Emil Meyer, Ernst Dorn und Felix Auerbach, Mathematik bei Jakob Rosanes und Philosophie bei Jacob Freudenthal. Seit dieser Zeit war er mit Arthur Heidenhain (1862–1941) befreundet, mit dem ihn eine lebenslange Brieffreundschaft verband.

## Studium und Abschluss in Berlin (1881–1884)
1881 wechselte Czapski an die Universität Berlin, um dort bei den Physikern Hermann von Helmholtz und Gustav Robert Kirchhoff zu studieren. Er stand in Kontakt mit Leopold Loewenherz. Sein Interesse galt der Experimentalphysik und so belegte er auch praktisch-handwerkliche Kurse. 1882 arbeitete Czapski für die Normal-Eichungskommission unter Leitung des Astronomen Wilhelm Julius Foerster. Ab Herbst arbeitete er an seiner Promotion bei Hermann von Helmholtz, in deren Rahmen er eine helmholtzsche Theorie experimentell überprüfte. Seine Dissertation reichte er im November 1883 bei Helmholtz und Kirchhoff ein. Im Dezember schlossen sich die Doktorprüfungen an, in Physik bei Helmholtz und Kirchhoff, in Mathematik bei Leopold Kronecker und in Philosophie bei Eduard Zeller. Im Februar 1884 schloss er seine Promotion mit dem Rigorosum ab.

## Technische Optik: Carl Zeiss in Jena (ab 1884)
Zu seinem Interesse für die physikalische und technische Optik passte es, dass er ab dem 1. Juli für Carl Bambergs Werkstätte für wissenschaftliche Präcisions-Instrumente (später Askania Werke) arbeiten konnte. Um diese Gebiete auszuloten, wandte er sich an Ernst Abbe von den Zeiss-Werken in Jena. Abbe machte Czapski kurzerhand zu seinem Assistenten, was er bis 1886 blieb und bezog ihn in seine Diskussionen mit dem Physiker Leonhard Sohncke von der Universität Jena ein. Nachdem Czapski bis 1886 als Assistent noch eine relativ lose Anbindung an die Firma Zeiss hatte und parallel immer noch Aufträge für Bamberg annahm, änderte sich diese Situation mit einem festen Vertrag, der ihn (mit Zustimmung Carl und Roderich Zeiss') zu Abbes engstem Mitarbeiter machte.
Bereits ab 1885 bezog Abbe Czapski in seine theoretischen Arbeiten mit ein, die dieser in den folgenden Jahren publizierte, weil Abbe selbst durch die Entwicklungsarbeit zu sehr in Anspruch genommen, dazu weder Zeit noch Geduld aufbringen konnte oder wollte. 1893 schaffte er es nach fünf Jahren endlich seinen Beitrag für Adolf Winkelmanns Handbuch der Physik fertigzustellen: Theorie der optischen Instrumente nach Abbe. Das 300-seitige Werk erschien als Sonderdruck aus Band II des Handbuchs noch im selben Jahr und fand Anerkennung als Grundlagenwerk für die technische Optik.
Mit Abbe und Otto Schott in Jena sowie Leopold Dippel in Darmstadt war Czapski gleich zu Beginn seiner Jenaer Zeit an der Konstruktion und Herstellung einer neuen Mikroskop-Optik beteiligt. Später folgte die technische Realisierung eines binokularen Mikroskops nach Ideen des amerikanischen Biologen Horatio S. Greenough. Die Produktpalette der expandierenden Firma wuchs: 1890 begann die Produktion von fotografischen Objektiven, 1892/93 optische Messgeräte, 1893/94 maßgeblich von Czapski mitentwickelte Prismen-Feldstecher, 1897 astronomische Instrumente und 1901 Bildmessgeräte.
Die wachsende Produktpalette, der weit über die Grenzen Deutschlands hinausreichende Bekanntheitsgrad der Firma und die mit all dem verbundene ständig steigende Mitarbeiterzahl forderten Czapski mehr und mehr. Ab 1891 war er einer von drei Geschäftsführern der Firma Carl Zeiss.

## Gründung der Carl-Zeiss-Stiftung
Nach der Gründung der Carl-Zeiss-Stiftung 1889 durch Abbe und 1891 der vollständigen Überführung der Firma Zeiss ins Eigentum der Stiftung sowie der Hälfte der Firma Schott wurde Czapski stellvertretender Bevollmächtigter der Stiftung. Neben Abbe und einem Stiftungskommissar aus dem Großherzoglich-Sächsischen Staatsministerium in Weimar (zuerst war das Karl Rothe, ab 1899 der Geheime Regierungsrat Max Vollert) übernahm Czapski mehr und mehr Funktionen in der Firmenleitung, worunter seine Gesundheit zunehmend litt. Abbe bezog neben dem Universitätskurator Heinrich von Eggeling und dem Juristen Eduard Rosenthal auch Czapski in die Ausarbeitung des Stiftungs-Statuts ein, wodurch jener sich zunehmend mit Fragen und Problemen der Arbeiterschaft beschäftigen musste. Die Arbeiten am Statut wurden 1895/96 abgeschlossen.

## Siegfried und Margarete Czapski

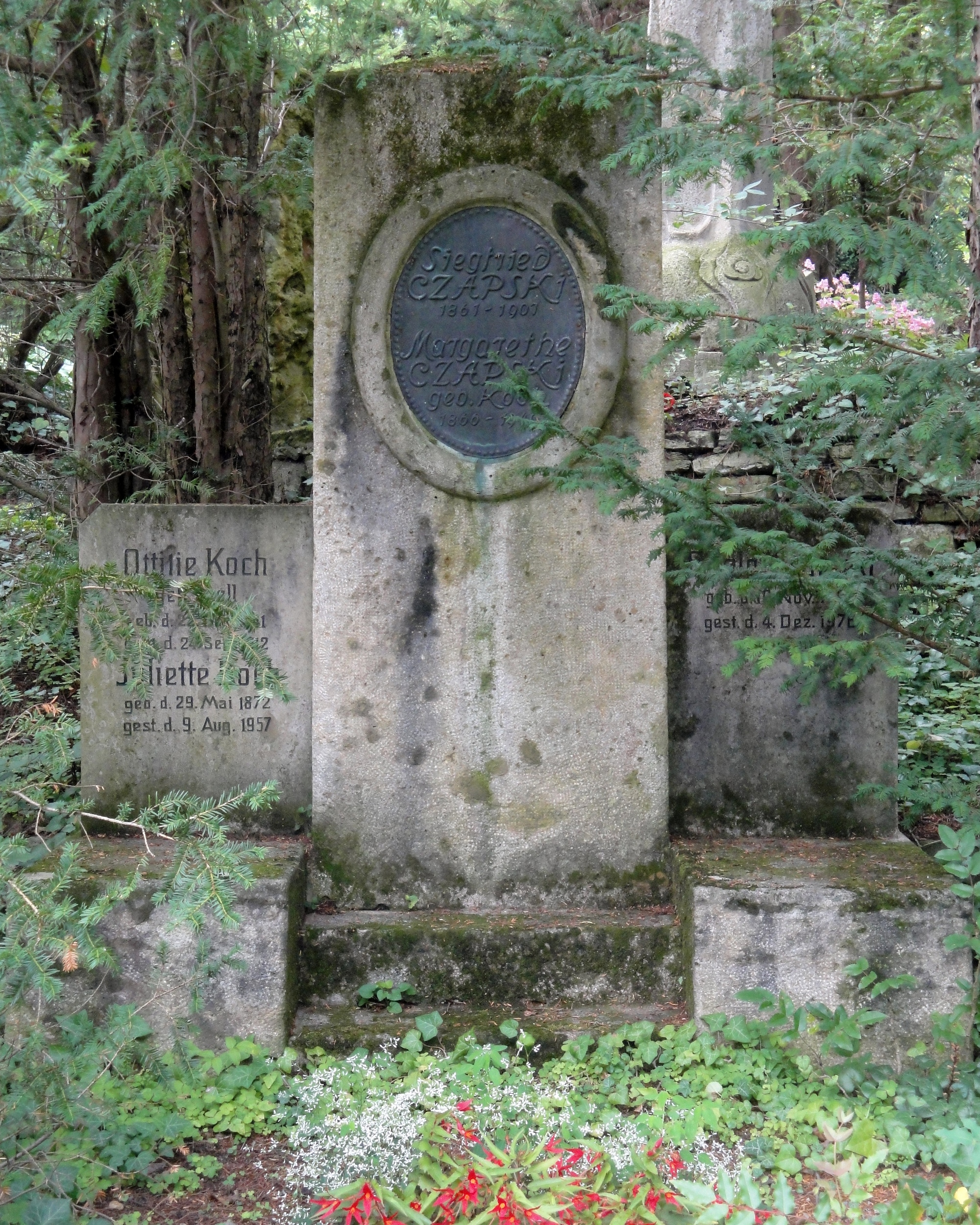
Grab von Siegfried Czapski auf dem Nordfriedhof in Jena

Czapskis Leben änderte sich 1885, als er Margarete Koch kennen und lieben lernte. Margarete (eigentlich Marguerite) war die Enkelin von Abbes Lehrer und Schwiegervater, dem Mathematiker und Physiker Karl Snell. Der Vater Margaretes war in Paris Professor an einem Gymnasium und ein Neffe von Juliette Drouet, der Lebensgefährtin von Victor Hugo. Seine Ehefrau Ottilie Koch geb. Snell war des Öfteren in Begleitung ihrer Tochter bei ihrem Vater in Jena zu Besuch. Ottilie war zudem die Schwester von Else Abbe, der Frau Abbes. Es konnte nicht ausbleiben, dass sich der 24-jährige Czapski und die 19-jährige Margarete Koch kennenlernten. Sie verlobten sich – zuerst heimlich – nachdem sie sich erst wenige Wochen kannten. Die Hochzeit sollte erst zwei Jahre später nach dem 21. Geburtstag von Margarete stattfinden: Am 11. August 1887 heirateten sie.
Aus der Ehe gingen acht Kinder hervor:
- 1888 Charlotte („Lotte“), verheiratet mit Herbert Koch
- 1889 Hans
- 1891–1968 Helene, verh. Holzman
- 1892 Ewald
- 1894 Elisabeth, verheiratet mit Wilhelm Flitner
- 1896 Dorothea
- 13. Juli 1902 Reinhardt
- 22. Dezember 1903 Anna-Maria („Anni“)

Czapskis Gesundheit war seit jeher angeschlagen. Dazu trug auch seine enorme berufliche Belastung bei. Am 29. Juni 1907 starb er an einer Lungenembolie in Folge einer Blinddarmoperation. So überlebte er seinen väterlichen Freund Ernst Abbe, dessen Weggefährte und Nachfolger er war, nur um zweieinhalb Jahre.